# Автошлях Т 1416
Автошлях Т 1416 — автомобільний шлях територіального значення у Львівській області. Проходить територією Франківського р-ну міста Львова, Львівського, Стрийського та Дрогобицького районів через Пустомити, Щирець, Меденичі. Загальна довжина — 46,9 км.

## Маршрут
Автошлях проходить через такі населені пункти:
| Автошлях Т 1416            |        |
| Львівська область          |        |
| Львів                      |        |
| Львів (Франківський район) | E40М11 |
| Львівський район           |        |
| Сокільники                 |        |
| Малечковичі                |        |
| Наварія                    |        |
| Пустомити                  |        |
| Щирець                     |        |
| Гуменець                   |        |
| Стрийський район           |        |
| Велика Горожанна           |        |
| Колодруби                  |        |
| Дрогобицький район         |        |
| Меденичі                   | Т 1402 |